# 三加和温泉
三加和温泉（みかわおんせん）は、熊本県玉名郡和水町（旧国肥後国）にある温泉。

## 泉質
- アルカリ性単純温泉
  - 源泉温度40℃

## 温泉街
国道443号の和水町内を走行すると道の南側に温泉街が見える。町内には、三加和温泉ふるさと交流センターとふれあいの森あばかん家がある。町営ではないが、ふるさと交流センター前のコンビニの中に天然温泉の家族風呂があり地元のテレビなどで紹介された。
近隣の和水町中林出身の金栗四三がNHK大河ドラマ『いだてん〜東京オリムピック噺〜』の主人公の一人となったため、国道443号に面した駐車場に金栗四三ミュージアムが2019年1月11日から2020年1月13日まで開館していた。

## 歴史
開湯は約30年前の1970年代。地下700mまでボーリングして源泉を開発した。

## アクセス
- 産交バスが山鹿市と南関町を結ぶ路線バスを運行しており、三加和温泉地域内に「三加和温泉」「温泉センター前」の2か所の停留所がある。
  - 福岡方面からの場合、大牟田駅または新大牟田駅より西鉄バス55番系統南関行きに乗車し南関町役場で下車、産交バス山鹿行きに乗り換え
  - 熊本からの場合、熊本桜町バスターミナルより九州産交バス山鹿温泉行きに乗車し終点山鹿バスセンター下車、産交バス南関ゆきに乗り換え
- 九州自動車道菊水インターチェンジから17㎞。